# Matemáticos franceses con premios internacionales
Los premios internacionales de matemáticas son distinciones concedidas por varias fundaciones, asociaciones e instituciones, a los matemáticos por sus aportaciones a la disciplina. El presente artículo incluye una relación de matemáticos francófonos ganadores de alguno de estos principales galardones internacionales.

## Principales premios
No existe el premio Nobel de matemáticas, pero la medalla Fields está considerada como una distinción del mismo valor.
Entre las demás distinciones prestigiosas, figuran sobre todo:
- El premio Abel
- El premio Nevanlinna
- El premio Wolf
- El premio Fermat
- El premio Loève
- El premio Clay (a veces nombrado premio del milenio)
- El premio Carl-Friedrich-Gauss
- El premio Pólya y la medalla De Morgan, concedidos por la London Mathematical Society

Otros premios son:
- El premio Sophie-Germain, el premio Hans Freudenthal, el premio Servant, el premio Eugène-Catalán, la Medalla Félix Klein, la medalla Stefan Banach, el premio Stefan-Banach, el premio Leconte, la medalla Sylvester, el premio Bôcher, etc.

Entre los premios científicos que no son únicamente para matemáticos, se incluyen: el premio Crafoord, las medallas de oro del CNRS en Francia, el premio Gottfried Wilhelm Leibniz en Alemania, y la medalla Lomonossov en Rusia.

## Premios internacionales deMatemáticas
-Estructura de la tabla-
- Premio: Está generalmente dedicado a la memoria de un gran matemático o filántropo.
- Organiza: Puede ser una Sociedad Matemática, Fundación u Organismo estatal patrocinador del evento.
- La sede o país convocante, puede ser rotatorio, entre los afiliados a una sociedad.
- El sufijo + después del país, indica que se permite participar a matemáticos extranjeros.
- Importe del premio, suele ser fijo, pero a veces se incluyen gastos para el concursante.
- Observación puede mencionar alguno de los conceptos fijos:

• Nº de años, refleja el límite de edad para presentarse al certamen.

• Mujeres, cuando solamente pueden participar ellas.

 • Becas, para cursos, masters o proyectos.

 • Universidad, a la que hay que estar vinculado para acceder al certamen.

 • Especialidad, si el certamen se dedica solo a una rama de las matemáticas.

Puede elegirse el orden de la lista, pulsando en las casillas donde figuran Premio, Organiza, etc.
| Año  | Premio Abel       | Nación        | Imagen |
| ---- | ----------------- | ------------- | ------ |
| 2017 | Michel Talagrand  | Francia       |        |
| 2017 | Yves Meyer        | Francia       |        |
| 2009 | Mijaíl Grómov     | Francia Rusia |        |
| 2008 | Harald Helfgott   | Francia Perú  |        |
| 2003 | Jean-Pierre Serre | Francia       |        |

| Año  | Prix Leconte     | Nación  | Imagen |
| ---- | ---------------- | ------- | ------ |
| 2017 | Nikolay Tzvetkov | Francia |        |
| 2013 | Zoé Chatzidakis  | Francia |        |
| 2010 | David Lannes     | Francia |        |
| 2006 | Arnaud Chéritat  | Francia |        |
| 2006 | Xavier Buff      | Francia |        |
| 2002 | Christian Gérard | Francia |        |
| 1998 | Philippe Biane   | Francia |        |
| 1984 | Michel Duflo     | Francia |        |
| 1978 | Marcel Berger    | Francia |        |
| 1930 | Élie Cartan      | Francia |        |
| 1892 | Maurice d'Ocagne | Francia |        |

| Año  | Adams Prize       | Nación              | Imagen |
| ---- | ----------------- | ------------------- | ------ |
| 2016 | Clément Mouhot    | Francia             |        |
| 2012 | Françoise Tisseur | Francia             |        |
| 2011 | Harald Helfgott   | Francia Perú        |        |
| 2010 | Jacques Vanneste  | Bélgica Reino Unido |        |
| 2009 | Raphaël Rouquier  | Francia             |        |

| Año  | Prix Léonid Frank              | Nación         | Imagen |
| ---- | ------------------------------ | -------------- | ------ |
| 2016 | Pierre Colmez                  | Francia        |        |
| 2014 | Patrick Gérard                 | Francia        |        |
| 2011 | Jean-Michel Coron              | Francia        |        |
| 2009 | Jean-Louis Colliot-Thélène     | Francia        |        |
| 2007 | Johannes Sjöstrand profesor en | Suecia Francia |        |

| Año  | Prix André Lichnerowicz | Nación  | Imagen |
| ---- | ----------------------- | ------- | ------ |
| 2014 | David Li-Bland          | Canadá  |        |
| 2014 | Ioan Marcut             | Holanda |        |
| 2012 | Thomas Willwacher       | Suiza   |        |
| 2010 | Marco Gualtieri         | Canadá  |        |
| 2008 | Marius Crainic          | Holanda |        |

| Año  | Grand Prix Louis Bachelier     | Nación        | Imagen |
| ---- | ------------------------------ | ------------- | ------ |
| 2016 | Damir Filipovic                | Suiza         |        |
| 2014 | Josef Teichmann                | Suiza Austria |        |
| 1912 | Nizar Touzi                    | Francia       |        |
| 2010 | Rama Cont investigador en CNRS | Iran Francia  |        |
| 2007 | Huyen Pham                     | Francia       |        |

| Año  | Rollo Davidson Prize             | Nación                 | Imagen | Año  | Rollo Davidson Prize           | Nación                 | Imagen |
| ---- | -------------------------------- | ---------------------- | ------ | ---- | ------------------------------ | ---------------------- | ------ |
| 2016 | Jean-Christophe Mourrat          | Francia                |        | 2015 | Nicolas Curien                 | Francia                |        |
| 2014 | Saloff-Coste profesor en         | Francia Estados Unidos |        | 2012 | Hugo Duminil-Copin profesor en | Francia Suiza          |        |
| 2012 | Vincent Beffara                  | Francia                |        | 2011 | Christophe Garban              | Francia                |        |
| 2009 | Grégory Miermont                 | Francia                |        | 2003 | Alice Guionnet                 | Francia                |        |
| 2002 | Stanislav Smirnov professeur en  | Rusia Suiza            |        | 1999 | Raphaël Cerf                   | Francia                |        |
| 1998 | Wendelin Werner                  | Francia                |        | 1995 | Philippe Biane                 | Francia                |        |
| 1994 | Laurent Saloff-Coste profesor en | Francia Estados Unidos |        | 1993 | Gérard Ben Arous profesor en   | Francia Estados Unidos |        |
| 1991 | Alain-Sol Sznitman               | Francia                |        | 1989 | Rémi Léandre                   | Francia                |        |
| 1986 | Jean-François Le Gall            | Francia                |        | 1985 | Piet Groeneboom                | Holanda                |        |

| Año  | Prix Petit d'Ormoy | Nación                 | Imagen | Año  | Prix Petit d'Ormoy    | Nación          | Imagen |
| ---- | ------------------ | ---------------------- | ------ | ---- | --------------------- | --------------- | ------ |
| 2009 | Laurent Fargues    | Francia                |        | 2005 | Yann Brenier          | Francia         |        |
| 2001 | Aline Bonami       | Francia                |        | 1997 | Marie-France Vignéras | Francia         |        |
| 1977 | Hervé Jacquet      | Francia                |        | 1971 | Georges Reeb          | Francia         |        |
| 1967 | Serge Lang         | Francia Estados Unidos |        | 1966 | Jean Dieudonné        | Francia         |        |
| 1965 | Charles Ehresmann  | Francia                |        | 1964 | Jean-Marc Fontaine    | Francia         |        |
| 1949 | Jean Leray         | Francia                |        | 1945 | Szolem Mandelbrojt    | Francia Polonia |        |
| 1943 | René Garnier       | Francia                |        | 1931 | Gaston Julia          | Francia         |        |
| 1925 | Jules Drach        | Francia                |        | 1923 | Élie Cartan           | Francia         |        |
| 1921 | Georges Humbert    | Francia                |        | 1919 | Henri Lebesgue        | Francia         |        |
| 1913 | Claude Guichard    | Francia                |        | 1911 | Jules Tannery         | Francia         |        |
| 1905 | Émile Borel        | Francia                |        | 1903 | Jacques Hadamard      | Francia         |        |
| 1895 | Albert Ribaucour   | Francia                |        | 1892 | Thomas Stieltjes      | Holanda         |        |
| 1891 | Édouard Goursat    | Francia                |        | 1889 | Paul Appell           | Francia         |        |
| 1884 | Gaston Darboux     | Francia                |        |      |                       |                 |        |

| Año  | Clay Research Award      | Nación          | Imagen |
| ---- | ------------------------ | --------------- | ------ |
| 2011 | Yves Benoist             | Francia         |        |
| 2011 | Jean-François Quint      | Francia         |        |
| 2009 | Jean-Loup Waldspurger    | Francia         |        |
| 2008 | Claire Voisin            | Francia         |        |
| 2004 | Gérard Laumon            | Francia         |        |
| 2004 | Ngô Bảo Châu profesor en | Vietnam Francia |        |
| 2000 | Alain Connes             | Francia         |        |
| 2000 | Laurent Lafforgue        | Francia         |        |

| Año  | Fields Medal                       | Nación              | Imagen | Año  | Fields Medal             | Nación          | Imagen |
| ---- | ---------------------------------- | ------------------- | ------ | ---- | ------------------------ | --------------- | ------ |
| 2014 | Artur Ávila                        | Francia Brasil      |        |      |                          |                 |        |
| 2014 | Martin Hairer                      | Suiza Austria       |        | 2010 | Cédric Villani           | Francia         |        |
| 2010 | Stanislav Smirnov profesor en      | Rusia Suisse        |        | 2010 | Ngô Bảo Châu profesor en | Vietnam Francia |        |
| 2006 | Wendelin Werner                    | Francia             |        | 2002 | Laurent Lafforgue        | Francia         |        |
| 1998 | Maksim Kontsévich profesor en IHÉS | Rusia Francia       |        | 1994 | Pierre-Louis Lions       | Francia         |        |
| 1994 | Jean-Christophe Yoccoz             | Francia             |        | 1994 | Jean Bourgain            | Belgique        |        |
| 1982 | Alain Connes                       | Francia             |        | 1978 | Pierre Deligne           | Bélgica         |        |
| 1966 | Alexandre Grothendieck             | Francia Ex Alemania |        | 1958 | René Thom                | Francia         |        |
| 1954 | Jean-Pierre Serre                  | Francia             |        | 1950 | Laurent Schwartz         | Francia         |        |

| Año  | Loeve Prize           | Nación  | Imagen |
| ---- | --------------------- | ------- | ------ |
| 2009 | Alice Guionnet        | Francia |        |
| 2005 | Wendelin Werner       | Francia |        |
| 1999 | Alain-Sol Sznitman    | Francia |        |
| 1997 | Jean-François Le Gall | Francia |        |
| 1995 | Michel Talagrand      | Francia |        |

| Año  | Crafoord Prize                             | Nación              | Imagen |
| ---- | ------------------------------------------ | ------------------- | ------ |
| 2012 | Jean Bourgain                              | Bélgica             |        |
| 2008 | Maksim Kontsévich profesor en IHÉS         | Rusia Francia       |        |
| 2001 | Alain Connes                               | Francia             |        |
| 1988 | Alexandre Grothendieck † rechazó el premio | Francia Ex Alemania |        |
| 1988 | Pierre Deligne                             | Bélgica             |        |
| 1982 | Vladimir Arnold †                          | Rusia Francia       |        |

| Año       | Prix Poncelet                     | Nación          | Imagen | Año       | Prix Poncelet          | Nación  | Imagen |
| --------- | --------------------------------- | --------------- | ------ | --------- | ---------------------- | ------- | ------ |
| 1995      | Yves Le Jan                       | Francia         |        | 1993      | Marie Farge            | Francia |        |
| 1990      | Jean-Yves Girard                  | Francia         |        | 1987      | Pierre Ladevèze        | Francia |        |
| 1981      | Philippe Ciarlet                  | Francia         |        | 1978      | Henri Skoda            | Francia |        |
| 1954      | Georges Darmois                   | Francia         |        | 1951      | Joseph Kampé de Fériet | Francia |        |
| 1948      | Georges Valiron                   | Francia         |        | 1945      | Alphonse Demoulin      | Bélgica |        |
| 1942      | Henri Garnier                     | Francia         |        | 1939      | Henri Bénard           | Francia |        |
| 1938      | Szolem Mandelbrojt                | Francia Polonia |        | 1937      | Joseph Bethenod        | Francia |        |
| 1936      | Paul Lévy                         | Francia         |        | 1934      | Maurice Fréchet        | Francia |        |
| 1932      | Raoul Bricard                     | Francia         |        | 1930      | Arnaud Denjoy          | Francia |        |
| 1929      | Alfred-Marie Liénard              | Francia         |        | 1927      | Henri Villat           | Francia |        |
| 1926      | Paul Montel                       | Francia         |        | 1924      | Ernest Vessiot         | Francia |        |
| 1923      | Auguste Boulanger                 | Francia         |        | 1922      | Jules Drach            | Francia |        |
| 1921      | Émile Jouguet                     | Francia         |        | 1920      | Élie Cartan            | Francia |        |
| 1916      | Charles-Jean de la Vallée Poussin | Bélgica         |        | 1914      | Henri Lebesgue         | Francia |        |
| 1912      | Edmond Maillet                    | Francia         |        | 1910      | Charles Riquier        | Francia |        |
| 1906      | Claude Guichard                   | Francia         |        | 1904      | Désiré André           | Francia |        |
| 1902      | Maurice d'Ocagne                  | Francia         |        | 1901      | Émile Borel            | Francia |        |
| Año       | Prix Poncelet                     | Nación          | Imagen | Año       | Prix Poncelet          | Nación  | Imagen |
| 1899      | Eugène Cosserat                   | Francia         |        | 1898      | Jacques Hadamard       | Francia |        |
| 1897      | Roger Liouville                   | Francia         |        | 1896      | Paul Painlevé          | Francia |        |
| 1895      | Gustave Robin                     | Francia         |        | 1893 1894 | Hermann Laurent        | Francia |        |
| 1891      | Marie Georges Humbert             | Francia         |        | 1889      | Édouard Goursat        | Francia |        |
| 1887      | Paul Appell                       | Francia         |        | 1886      | Émile Picard           | Francia |        |
| 1885      | Henri Poincaré                    | Francia         |        | 1884      | Jules Hoüel            | Francia |        |
| 1883      | Georges Henri Halphen             | Francia         |        | 1881      | Charles Briot          | Francia |        |
| 1880      | Henry Léauté                      | Francia         |        | 1879      | Théodore Moutard       | Francia |        |
| 1877 1878 | Edmond Laguerre                   | Francia         |        | 1875      | Gaston Darboux         | Francia |        |
| 1872      | Amédée Mannheim                   | Francia         |        | 1871      | Joseph Boussinesq      | Francia |        |
| 1870      | Camille Jordan                    | Francia         |        |           |                        |         |        |

| Año       | Grand prix des mathématiques   | Nación           | Imagen | Año          | Grand prix des mathématiques | Nación  | Imagen |
| --------- | ------------------------------ | ---------------- | ------ | ------------ | ---------------------------- | ------- | ------ |
| 1964      | Laurent Schwartz               | Francia          |        | 1952         | Paul Dubreil                 | Francia |        |
| 1940      | Jean Leray                     | Francia          |        | 1912         | Pierre Boutroux              | Francia |        |
| 1906      | Robert de Montessus de Ballore | Francia          |        | 1902         | Ernest Vessiot               | Francia |        |
| 1900      | Matyáš Lerch                   | Austria          |        | 1892         | Edmond Maillet               | Francia |        |
| 1890      | Paul Painlevé                  | Francia          |        | 1888         | Émile Picard                 | Francia |        |
| 1880      | Georges Henri Halphen          | Francia          |        | 1878 1880    | Henri Poincaré               | Francia |        |
| 1863      | Eugène Charles Catalan         | Francia Belgique |        | 1862         | Noël Germinal Poudra         | Francia |        |
| 1852 1868 | Edmond Bour                    | Francia          |        | 1834 et 1827 | Charles Sturm                | Francia |        |
| 1816      | Augustin Louis Cauchy          | Francia          |        | 1815         | Sophie Germain               | Francia |        |
| 1812      | Joseph Fourier                 | Francia          |        | 1780         | Joseph-Louis de Lagrange     | Francia |        |
| 1778      | Nicolas Fuss                   | Francia          |        | 1770         | Johann Euler                 | Francia |        |
| 1748      | Leonhard Euler                 | Suiza            |        |              |                              |         |        |

| Año  | Prix Jacques Herbrand | Nación  | Imagen | Año  | Prix Jacques Herbrand | Nación         | Imagen |
| ---- | --------------------- | ------- | ------ | ---- | --------------------- | -------------- | ------ |
| 2015 | Cyril Houdayer        | Francia |        | 2013 | David Hernández       | Francia        |        |
| 2011 | Nalini Anantharaman   | Francia |        | 2009 | Artur Ávila           | Francia Brasil |        |
| 2007 | Cédric Villani        | Francia |        | 2005 | Franck Barthe         | Francia        |        |
| 2003 | Wendelin Werner       | Francia |        | 2002 | Christophe Breuil     | Francia        |        |
| 2001 | Laurent Lafforgue     | Francia |        | 2000 | Albert Cohen          | Francia        |        |
| 1999 | Laurent Manivel       | Francia |        | 1998 | Loïc Merel            | Francia        |        |

| Año  | Prix Servant              | Nación                 | Imagen | Año  | Prix Servant       | Nación                 | Imagen |
| ---- | ------------------------- | ---------------------- | ------ | ---- | ------------------ | ---------------------- | ------ |
| 2014 | Vincent Lafforgue         | Francia                |        | 2012 | Jean-Yves Chemin   | Francia                |        |
| 2010 | Michel Ledoux             | Francia                |        | 2008 | Guy Métivier       | Francia                |        |
| 2006 | Laurent Véron             | Francia                |        | 2004 | Guy David          | Francia                |        |
| 2002 | Zoghman Mebkhout          | Francia Argelia        |        | 2000 | Christian Bonatti  | Francia                |        |
| 1998 | Patrick Gérard            | Francia                |        | 1996 | Claire Voisin      | Francia                |        |
| 1994 | Jean Lannes               | Francia                |        | 1992 | Gilles Lebeau      | Francia                |        |
| 1990 | Étienne Ghys              | Francia                |        | 1988 | Anthony Joseph     | Francia                |        |
| 1986 | Michel Talagrand          | Francia                |        | 1984 | Jean-Luc Brylinski | Francia Estados Unidos |        |
| 1982 | Thierry Aubin             | Francia                |        | 1980 | François Bruhat    | Francia                |        |
| 1978 | Michaël Herman            | Francia Estados Unidos |        | 1976 | Jacques Deny       | Francia Argelia        |        |
| 1974 | Jacqueline Lelong-Ferrand | Francia                |        | 1972 | Paul Malliavin     | Francia                |        |
| 1972 | Jean-Pierre Kahane        | Francia                |        | 1970 | Bernard Malgrange  | Francia                |        |
| 1970 | André Néron               | Francia                |        | 1970 | Jean Cerf          | Francia                |        |
| 1968 | Marcel Brelot †           | Francia                |        | 1968 | Michel Hervé †     | Francia                |        |

| Año  | Prix La Recherche | Nación         | Imagen | Año  | Prix La Recherche | Nación          | Imagen |
| ---- | --- | -------------- | ------ | ---- | --- | --------------- | ------ |
| 2015 | Bertrand Deroin Christophe Dupont Victor Kleptsyn | Francia        |        | 2014 | Valeria Banica | Rumanía Francia |        |
| 2013 | Sylvie Méléard Benjamin Jourdain Régis Ferrière | Francia        |        | 2013 | Wojbor A. Woyczynski | Polonia Francia |        |
| 2012 | Serge Cantat Dominique Cerveau Yves Cornulier Thomas Delzant Julie Déserti Jean Philippe Furter Archivado el 11 de octubre de 2016 en Wayback Machine. Stéphane Lamy | Francia        |        | 2011 | Thierry Colin Olivier Saut Emmanuel Grenier Didier Bresch Jean Palussiere (enlace roto disponible en Internet Archive; véase el historial, la primera versión y la última). Benjamin Ribba | Francia         |        |
| 2011 | Damiano Lombardi Angelo Iollo | Italia Francia |        | 2011 | George F C Griss | Holanda         |        |
| 2010 | François Alouges | Francia        |        | 2007 | Denys Dutykh | Ukrania Francia |        |
| 2007 | Christophe Fochesato | Francia        |        |      | |                 |        |

| Año  | Prix Jacques-Louis Lions | Nación  | Imagen |
| ---- | ------------------------ | ------- | ------ |
| 2013 | Pierre Degond            | Francia |        |
| 2011 | Vincent Giovangigli      | Francia |        |
| 2009 | Yvon Maday               | Francia |        |
| 2007 | Michel Fliess            | Francia |        |
| 2005 | Jean-Claude Nedelec      | Francia |        |
| 2003 | Roger Temam              | Francia |        |

| Año  | Prix Sophie-Germain                  | Nación                 | Imagen | Año  | Prix Sophie-Germain      | Nación          | Imagen |
| ---- | ------------------------------------ | ---------------------- | ------ | ---- | ------------------------ | --------------- | ------ |
| 2015 | Carlos Simpson director invest. CNRS | Estados Unidos Francia |        |      |                          |                 |        |
| 2014 | Bernhard Keller                      | Francia                |        | 2013 | Albert Fathi profesor en | Egipto Francia  |        |
| 2012 | Lucien Birgé                         | Francia                |        | 2011 | Yves Le Jan              | Francia         |        |
| 2010 | Guy Henniart                         | Francia                |        | 2009 | Nessim Sibony            | Francia         |        |
| 2008 | Håkan Eliasson profesor en           | Suecia Francia         |        | 2007 | Ngô Bảo Châu             | Vietnam Francia |        |
| 2006 | Michael Harris                       | Francia                |        | 2005 | Jean-François Le Gall    | Francia         |        |
| 2004 | Henri Berestycki                     | Francia                |        | 2003 | Claire Voisin            | Francia         |        |

| Año  | Prix Blaise Pascal                                              | Nación  | Imagen | Año  | Prix Blaise Pascal     | Nación  | Imagen |
| ---- | --------------------------------------------------------------- | ------- | ------ | ---- | ---------------------- | ------- | ------ |
| 2015 | Clémentine Prieur                                               | Francia |        | 2014 | Emmanuel Trélat        | Francia |        |
| 2013 | Erwan Faou Archivado el 11 de junio de 2016 en Wayback Machine. | Francia |        | 2012 | Francis Filbet         | Francia |        |
| 2011 | Rémi Gribonval                                                  | Francia |        | 2010 | Emmanuel Grenier       | Francia |        |
| 2009 | Éric Cancès                                                     | Francia |        | 2008 | Bertrand Maury         | Francia |        |
| 2007 | Josselin Garnier                                                | Francia |        | 2006 | Serge Piperno          | Francia |        |
| 2005 | Toufic Abboud                                                   | Francia |        | 2004 | Albert Cohen           | Francia |        |
| 2003 | Valérie Perrier                                                 | Francia |        | 2002 | Bruno Desprès          | Francia |        |
| 2001 | Rémi Abgrall                                                    | Francia |        | 2000 | Frédéric Coquel        | Francia |        |
| 1999 | Claude Le Bris                                                  | Francia |        | 1998 | Yves Achdou            | Francia |        |
| 1997 | Stéphane Mallat                                                 | Francia |        | 1996 | Grégoire Allaire       | Francia |        |
| 1995 | Christine Bernardi                                              | Francia |        | 1994 | Patrick Joly           | Francia |        |
| 1993 | Bruno Stoufflet                                                 | Francia |        | 1992 | Benoit Perthame        | Francia |        |
| 1991 | Yvon Maday                                                      | Francia |        | 1990 | Jacques Blum           | Francia |        |
| 1990 | Denis Serre                                                     | Francia |        | 1989 | Fr:Bernard Larrouturou | Francia |        |
| 1988 | Alain Bamberger                                                 | Francia |        | 1987 | Alain Lichnewsky       | Francia |        |
| 1986 | Fr:Olivier Pironneau                                            | Francia |        | 1965 | Patrick Le Tallec      | Francia |        |

| Año  | Médaille d'or du CNRS | Nación  | Imagen |
| ---- | --------------------- | ------- | ------ |
| 2004 | Alain Connes          | Francia |        |
| 1987 | Jean-Pierre Serre     | Francia |        |
| 1976 | Henri Cartan          | Francia |        |
| 1956 | Jacques Hadamard      | Francia |        |
| 1954 | Émile Borel           | Francia |        |

| Año  | Médaille d'argent du CNRS | Nación  | Imagen | Año  | Médaille d'argent du CNRS | Nación  | Imagen |
| ---- | ------------------------- | ------- | ------ | ---- | ------------------------- | ------- | ------ |
| 2016 | Isabelle Gallagher        | Francia |        |      |                           |         |        |
| 2015 | Vincent Lafforgue         | Francia |        | 2014 | Mireille Bousquet-Mélou   | Francia |        |
| 2013 | Nalini Anantharaman       | Francia |        | 2012 | Marie-Paule Cani          | Francia |        |
| 2011 | François Loeser           | Francia |        | 2010 | Alice Guionnet            | Francia |        |
| 2009 | Jean-François Le Gall     | Francia |        | 2006 | Claire Voisin             | Francia |        |
| 2005 | Frank Merle               | Francia |        | 2004 | Vladimir Touraev          | Francia |        |
| 2001 | Guy David                 | Francia |        | 1991 | Étienne Ghys              | Francia |        |

| Año  | Médaille de bronze du CNRS | Nación          | Imagen | Año  | Médaille de bronze du CNRS | Nación         | Imagen |
| ---- | -------------------------- | --------------- | ------ | ---- | -------------------------- | -------------- | ------ |
| 2016 | Simon Riche                | Francia         |        |      |                            |                |        |
| 2015 | Fanny Kassel               | Francia         |        | 2014 | Vicent Calvez              | Francia        |        |
| 2013 | Romain Tessera             | Francia         |        | 2012 | Francis Brown              | Francia        |        |
| 2011 | Yann Ollivier              | Francia         |        | 2010 | Guillarmou Colin           | Francia        |        |
| 2009 | Jean-Yves Welschinger      | Francia         |        | 2008 | Virginie Bonnaillie-Noël   |                |        |
| 2007 | Nicolas Bergeron           | Francia         |        | 2006 | Artur Ávila                | Francia Brasil |        |
| 2005 | Ahmed ABBES                | Francia Rumanía |        | 2004 | Vincent Colin              | Francia        |        |
| 2003 | Thierry Bodineau           | Francia         |        | 2002 | Mathis Plapp               | Francia        |        |
| 2001 | Laurent Stolovitch         | Francia         |        | 2000 | Christophe Breuil          | Francia        |        |

| Año  | Médaille de l'innovation du CNRS | Nación  | Imagen |
| ---- | -------------------------------- | ------- | ------ |
| 2015 | Jean-Michel Morel                | Francia |        |
| 2013 | Stéphane Mallat                  | Francia |        |

## Fundaciones y Sociedades Matemáticas
| Siglas              | Nombre                                                                          | Sede           | Inicio | Logo |
| ------------------- | ------------------------------------------------------------------------------- | -------------- | ------ | ---- |
| AAS                 | Australian Academy of Science                                                   | Australia      | 1954   |      |
| ACM                 | Association for Computing Machinery Special Interest Group                      |                | 1947   |      |
| AMS                 | American Mathematical Society                                                   | Estados Unidos | 1888   |      |
| ANCEFN              | Academia Nacional de Ciencias Exactas, Físicas y Naturales                      | Argentina      | 1874   |      |
| ANTS                | Algorithmic Number Theory Symposium                                             | Alemania       | 1994   |      |
| APS                 | American Physical Society                                                       | Estados Unidos | 1889   |      |
| APSF                | Alfred Pritchard Sloan Foundation                                               | Estados Unidos | 1875   |      |
| ASA                 | American Statistical Association                                                | Estados Unidos | 1839   |      |
| ASF                 | Académie des Sciences                                                           | Francia        | 1666   |      |
| ASL                 | Association for Symbolic Logic                                                  | Estados Unidos | 1936   |      |
| AWM                 | Association for Women in Mathematics                                            | Estados Unidos | 1971   |      |
| ASME                | American Society Of Mechanical Engineers                                        | Estados Unidos | 1880   |      |
| AustMS              | Australian Mathematical Society                                                 | Australia      | 1956   |      |
| BMG                 | Berliner Mathematischen Gesellschaft                                            | Alemania       | 1901   |      |
| Balzan              | Fondazione Internazionale Premio Balzan                                         | Italia Suiza   | 1956   |      |
| BMS                 | Belgian Mathematical Society                                                    | Bélgica        | 1921   |      |
| CMF                 | Fundación Chern                                                                 | Estados Unidos | 2010   |      |
| CMI                 | Clay Mathematics Institute                                                      | Estados Unidos | 1998   |      |
| CMS                 | Canadian Mathematical Society                                                   | Canadá         | 1945   |      |
| CNRS                | Centre national de la recherche scientifique                                    | Francia        | 1939   |      |
| CRM                 | Centre de Recherches Mathematiques                                              | Canadá         | 1968   |      |
| CSIC                | Consejo Superior de Investigaciones Científicas                                 | España         | 1998   |      |
| DMV                 | Deutsche Mathematiker-Vereinigung                                               | Alemania       | 1993   |      |
| ECM                 | European Congresses of Mathematics                                              | Polonia        | 1992   |      |
| ECCOMAS             | European Community on Computational Methods in Applied Sciences and Engineering | Europa         | 1901   |      |
| Elsevier            | Elsevier Foundation                                                             | Estados Unidos | 1956   |      |
| EMS                 | European Mathematical Society                                                   | Alemania       |        |      |
| EPFL                | École polytechnique fédérale de Lausanne                                        | Suiza          |        |      |
| ERC,CEI             | European Research Council = Consejo Europeo de Investigación                    | Europa         | 2002   |      |
| ESF                 | Fundación Europea de la Ciencia                                                 | Europa         |        |      |
| ETHZ                | Eidgenossische Technische Hochschule-Zurich                                     | Suiza          |        |      |
| EURASC              | European Academy of Sciences                                                    | Bélgica        |        |      |
| FoCM                | Foundations of Computational Mathematics                                        |                | 1995   |      |
| GAMNI               | Groupe pour l’Avancement des Méthodes Numériques de l’Ingénieur                 | Francia        | 1992   |      |
| Google              | Google                                                                          | Estados Unidos |        |      |
| HAS                 | Hungarian Academy of Sciences                                                   | Hungría        | 1825   |      |
| Humboldt Foundation | Humboldt Foundation                                                             | Alemania       | 1953   |      |
| IAMP                | International Association of Mathematical Physics                               | Europa         | 1976   |      |
| ICA                 | Institute Of Combinatorics And Its Applications                                 | Canadá         | 1990   |      |
| ICHM                | International Commission on the History of Mathematics                          | Estados Unidos | 1971   |      |
| ICIAM               | International Council for Industrial and Applied Mathematics                    | Estados Unidos | 1987   |      |
| ICM                 | International Congress of Mathematicians                                        |                |        |      |
| ICMI                | International Commission on Mathematical Instruction                            |                | 1897   |      |
| ICTCM               | International Conference on Technology in Collegiate Mathematics                |                |        |      |
| IEEE-CS             | IEEE Computer Society                                                           | Estados Unidos | 1946   |      |
| IMA                 | Institute of Mathematics and its Applications                                   | Reino Unido    | 1964   |      |
| IMT                 | Institut de Mathématiques de Toulouse                                           | Francia        | 1887   |      |
| IMU                 | International Mathematical Union                                                | Alemania       | 1920   |      |
| INFORMS             | Institute for Operations Research and the Management Sciences                   | Estados Unidos |        |      |
| ISDE                | International Society of Difference Equations                                   |                |        |      |
| KVA                 | Swedish Royal Academies                                                         | Suecia         | 1739   |      |
| LMS                 | London Mathematical Society                                                     | Inglaterra     | 1865   |      |
| MAA                 | Mathematical Association of America                                             | Estados Unidos | 1915   |      |
| MFO                 | Mathematisches Forschungsinstitut Oberwolfach                                   | Alemania       | 1944   |      |
| MOS                 | Mathematical Optimization Society                                               |                | 1973   |      |
| MSJ                 | Mathematical Society of Japan                                                   | Japón          | 1946   |      |
| NAS                 | National Academy of Sciences                                                    | Estados Unidos | 1974   |      |
| Natixis             | Fondation d’entreprise Natixis                                                  | Francia        | 1996   |      |
| NFT                 | Number Theory Foundation                                                        | Estados Unidos |        |      |
| ÖMG                 | Österreichische Mathematische Gesellschaft                                      | Austria        | 1903   |      |
| PIMS                | Pacific Institute for the Mathematical Sciences                                 | Canadá         | 1996   |      |
| RAS                 | Russian Academy of Sciences                                                     | Rusia          | 1724   |      |
| RSC                 | Royal Society of Canada                                                         | Canadá         | 1882   |      |
| RSL                 | Royal Society of London                                                         | Inglaterra     | 1660   |      |
| RSME                | Real Sociedad Matemática Española                                               | España         |        |      |
| RSS                 | Royal Statistical Society                                                       | Inglaterra     | 1834   |      |
| SEMA                | Sociedad Española de Matemática Aplicada                                        | España         | 1991   |      |
| SIAG                | SIAM Activity Group                                                             | Estados Unidos |        |      |
| SIAM                | Society for Industrial and Applied Mathematics                                  | Estados Unidos | 1951   |      |
| SMAI                | Lisez maintenant Société de mathématiques appliquées et industrielles           | Francia        | 1983   |      |
| SMF                 | Société Mathématique de France                                                  | Francia        | 1872   |      |
| SPB                 | Saint Petersburg Mathematical Society                                           | Rusia          | 1890   |      |
| UMI                 | Unione Matematica Italiana                                                      | Italia         | 1922   |      |
| WFNMC               | World Federation of National Mathematics Competitions                           |                | 1984   |      |